# Massacre de Chatou
Le massacre de Chatou désigne un massacre de la Seconde Guerre mondiale perpétré le 25 août 1944 à Chatou (Yvelines, anciennement Seine-et-Oise) par les troupes allemandes. Pour commémorer la mémoire des victimes, une rue de Chatou a été renommée « avenue des Vingt-Sept-Martyrs ». 

## Le contexte
Les Forces françaises de l'intérieur (FFI) reprennent temporairement le château de la Pièce d'Eau, le 17 août 1944, puis la mairie, le 21 août. Lors de l'attaque, les résistants font une quarantaine de prisonniers dans le camp adverse, vingt-trois Allemands, dont deux grièvement blessés, ainsi qu'une vingtaine de miliciens et de femmes. Ces prisonniers sont transférés à la villa Lambert le 25 août.
L’unité mobile no 62800 du 2. Fallschirmjäger-Division sous la direction de l’Oberstleutnant Werner Klein ayant échappé à l'encerclement de Brest et se repliant vers l'est affronte le groupe de résistants.

## Le siège du château

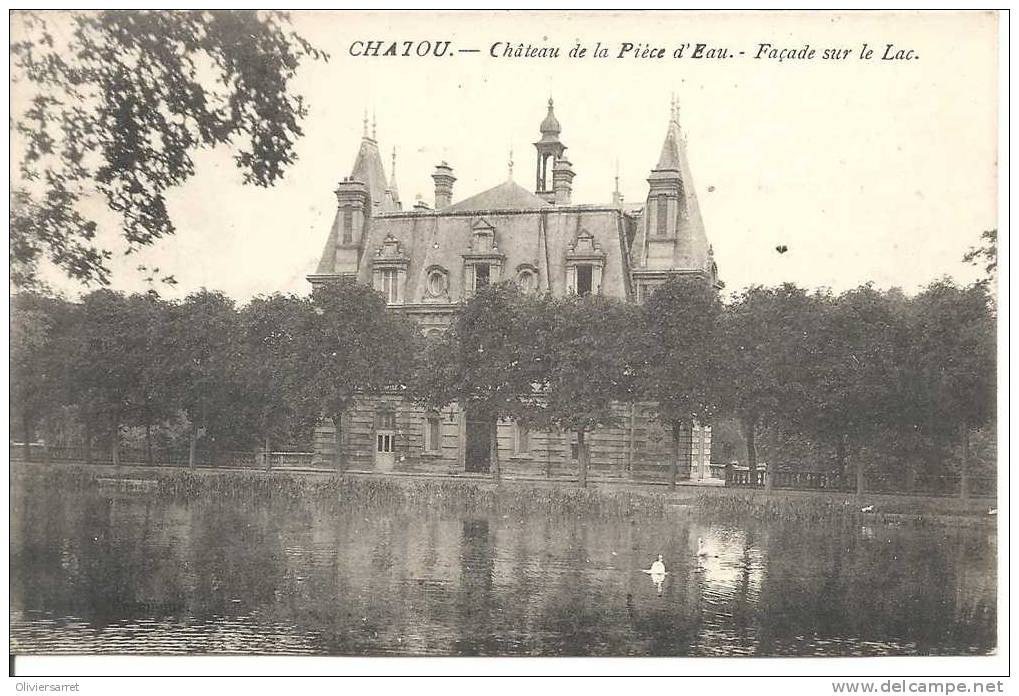
Photo du château de la Pièce d'Eau de Chatou.

Informé par un collaborateur, l'unité allemande se lance à l'assaut du château et y capture une soixantaine de FFI dont le commandant Torset.
À la fin du siège, les Allemands insistent pour que leur soient remis les prisonniers des FFI. Le commandant Torset les conduit alors à la villa Lambert. Une fusillade éclate devant la villa, le commandant est abattu et les résistants sont contraints de se replier.

### Un massacre
Les prisonniers libérés désignent une douzaine de FFI qui sont passés par les armes devant le château. Une autre douzaine de prisonniers est alors massacrée sur place :
« La grande porte du garage du château de Chatou porte encore les traces de la tuerie du 25 août. Le sang a giclé jusqu'en haut de la porte et les trous faits par les balles de mitrailleuses se voient encore. Autour de cet emplacement, nous avons retrouvé des doigts. La fosse est à trois mètres de là. Vingt-sept corps sont entassés dans un trou d'un mètre de profondeur. Le plus jeune, un gosse de 16 ans, employé de la gare, est chargé de transporter ses camarades dans leur sépulture. Arrivé au vingt-sixième, c'est son tour. « J'ai retrouvé mon fils dans cette fosse, il avait 23 ans. Le pauvre enfant était nu, un bras cassé, les yeux arrachés, des doigts en moins. Ils ont été enterrés vivants. On les a retrouvés la bouche pleine de terre, les mains crispées dans le sol. Des drapeaux français, lacérés, déchirés, étaient enterrés avec eux. » […] Mais le cynisme des assassins ne s'était pas arrêté là. Après le massacre du parc du château, ils sabrèrent le champagne. Sur la fosse, ils avaient déposé des mines, afin que personne ne puisse approcher. »
La nouvelle de l'apparition de troupes américaines à proximité met fin aux exactions, le château est incendié et les Allemands se replient.

## Les victimes
Le nom des 27 martyrs de Chatou : lieutenant Torset, lieutenant Lecaron, Martial Fleury, Robert Alexis, Roger Lemoine, Raymond Acquart, Georges Blaizot, André Couespel, Henri Fisseux, Louis Gaudillet, Joseph Grand, Pierre Jallu, Eugène Jeffrault, Lucien Jeffrault, Victor Kurtz, Adrien Laurent, Pierre Le Bihan, Eugène Le Tyrant, Yves Louis, Jean Mauchaussat, Gabriel Morel, Jacques Mouchard, Robert Noë, Henri Painchaud, Robert Rateau, Henri Richaume, Jean Ramain. 

## Mémoire
Le 22 octobre 1944, l’avenue de la Pièce-d’Eau reçoit le nom d’avenue des Vingt-Sept-Martyrs.
En 1950, un monument aux 27 Martyrs réalisé par la sculptrice Marie Jeanne Cotelle-Clere est inauguré par le maire Henry Vercken dans le jardin de l'hôtel de ville de Chatou.
Le 25 août 2022, un panneau historique est inauguré dans la commune avenue des 27 Martyrs face à la Villa Lambert, lieu du drame, par Pierre Arrivetz, maire-adjoint à la mémoire combattante, au patrimoine historique et à l'histoire, l'association « Chatou Notre Ville » représentée par son président, Alexandre Gorriz, l'Amicale des Anciens de la Résistance et FFI et Familles de Fusillés de la Résistance-6e Région Ile-de-France représentée par son président, Alain Hamet et l'Union Nationale des Combattants représentée par le président départemental des Yvelines, Calixte Authier.
Le 25 août 2024, un autre exemplaire de ce panneau est inauguré par la commune dans le cimetière des Landes de Chatou aux abords du Carré des 27 Martyrs. 

## Procès
En 1946, un procès est intenté aux six collaborateurs et, par contumace, à une Allemande.